# 물수세미
물수세미(Myriophyllum verticillatum)는 한국, 중국, 동시베리아, 북아프리카, 북아메리카, 유럽 등에 분포하는 여러해살이풀로 연못 등의 물속에서 자란다. 땅속줄기를 뻗으면서 자라고, 원줄기 윗부분이 물 위로 뜬다. 줄기 중간에 달린 잎은 깃 모양으로 가늘게 갈라지며, 녹색과 갈색을 띤다. 물 위로 뜬 잎은 흰빛이 도는 녹색이고 물 속에 있는 잎보다 넓고 짧게 갈라진다. 꽃은 8월에 연노란색으로 핀다.